# Sachiko Ito
Sachiko Ito, född den 11 oktober 1975 i Nagoya, är en japansk softbollspelare.
Hon tog OS-guld vid de olympiska softboll-turneringarna vid olympiska sommarspelen 2008 i Peking.